# Jeux d'Amérique centrale et des Caraïbes de 2018
Navigation
Édition précédente Édition suivante
La 23e édition des Jeux d'Amérique centrale et des Caraïbes se déroule à Barranquilla en Colombie en 2018, entre le 20 juillet et le 5 août.

## Candidatures
La ville de Quetzaltenango au Guatemala fut d'abord désignée puis écartée par la fédération centraméricaine. Une deuxième désignation fut alors organisée en 2014, avec trois villes candidates : Puerto La Cruz, Panama et Barranquilla qui fut choisie au second tour de scrutin au détriment de Panama.

## Participation
Les 37 pays suivants participent aux Jeux d'Amérique centrale et des Caraïbes de 2018.
| Nations participantes | Nations participantes | Nations participantes | Nations participantes |
| --- | --- | --- | --------------------- |
| - Antigua-et-Barbuda - Aruba - Bahamas - Barbade - Belize - Bermudes - Îles Vierges britanniques - Îles Caïmans - Colombie - Costa Rica - Cuba - Curaçao - Dominique | - République dominicaine - Salvador - Guyane - Grenade - Guadeloupe - Guatemala - Guyana - Haïti - Honduras - Jamaïque - Martinique - Mexique - Nicaragua | - Panama - Porto Rico - Saint-Christophe-et-Niévès - Sainte-Lucie - Saint-Vincent-et-les-Grenadines - Saint-Martin - Suriname - Trinité-et-Tobago - Îles Turques-et-Caïques - Îles Vierges des États-Unis - Venezuela |                       |

## Disciplines
- Athlétisme
- Cyclisme